# Antocijan
Antocijan (grč. ἄνϑος: cvijet + ϰύανος: modra boja) spada u skupinu organskih biljnih boja koje se nalaze otopljene u staničnom soku. Mijenjaju boju prema pH-vrijednosti soka: u kiselom su okruženju (ambijentu) obično crveni, a u lužnatome plavi. Najčešće se nalaze u laticama cvjetova, katkad u plodovima, u jesenjem lišću ili u podzemnim organima (na primjer cikla).